# Kamov Ka-25
El Kamov Ka-25 (en ruso: Ка-25, designación OTAN: Hormone) es un helicóptero naval ruso, diseñado por Kamov. El Ka-25 realizó su primer vuelo en el año 1961, designado como Kamov Ka-20 del que deriva. Fue fabricado por la compañía Kamov. El diseño del Ka-25 contaba con el característico montaje de rotores coaxiales de los helicópteros militares Kamov.

## Diseño y desarrollo

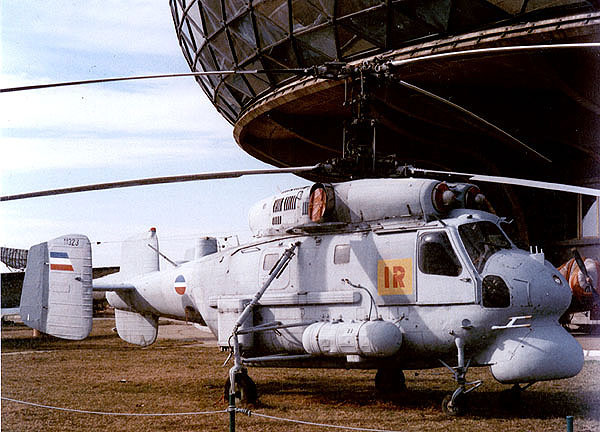
Ka-25.

La mayoría de los Ka-25 están equipados con flotadores de emergencia en cada uno de los cuatro aterrizadores, que se hinchan automáticamente en caso de un amerizaje.
Los equivalentes occidentales al Kamov Ka-25 son el SH-2 Seasprite, el Westland Wasp y el Westland Lynx en tareas antisubmarinas. En este rol, ha sido reemplazado por el nuevo y mejorado Kamov Ka-27 Helix. Al igual que otros helicópteros militares de Kamov cuenta con un rotor coaxial, removiendo así la necesidad de un rotor de cola.
Helicóptero de doble hélice de giro inverso, de diseño coaxial contra-rotatorio, montada una sobre otra (ver foto) y de doble turbina, instaladas sobre la cabina del piloto, el fuselaje delantero es parecido al del helicóptero Francés Super Puma con el piloto y copiloto sentados juntos, uno al lado del otro y las toberas, de ingreso de aire a las turbinas gemelas, instaladas juntas sobre la cabina de mando y las toberas, de salida de aire para el empuje, instaladas una a cado lado del rotor sobre el fuselaje central.
En la parte trasera de su fuselaje, tiene dos aletas verticales grandes de control de vuelo, que se conectan al fuselaje central del helicóptero con dos alerones horizontales, que sirven como la doble deriva (timón vertical de profundidad) de un avión caza, para ayudar a realizar un giro cerrado y controlar mejor el helicóptero, en el momento del aterrizaje sobre la cubierta de un barco.
No necesita de una hélice trasera, para controlar la rotación natural generada por el giro del motor, como la que tienen los helicópteros convencionales; tiene cuatro ruedas de aterrizaje para lograr una mayor estabilidad en la cubierta del portaaviones y sobre los hélipuertos donde aterriza.
Algunas variantes tienen un radar en la parte delantera, bajo la cabina del piloto, para detectar barcos y aeronaves, tiene un tren de aterrizaje de 4 ruedas, alto y reforzado, para operar con seguridad sobre la cubierta del portaaviones, en las difíciles condiciones climáticas del Mar del Norte, esta configuración especial y de diseño único de Kamov, permite transportar un radar, bajo el fuselaje central del helicóptero; los tripulantes ingresan a la cabina con una escalera externa, colocada sobre la cubierta del portaaviones.
Las 2 ruedas delanteras son de libre rotación, permiten al helicóptero girar sobre su propio eje después de aterrizar y maniobrarlo con facilidad, sobre la cubierta del portaaviones, las 2 ruedas traseras también pueden girar para maniobrarlo en el hangar bajo la cubierta y almacenarlo con precisión, uno junto al otro. 
La hélice tiene 3 aspas en cada rotor giratorio, un rotor gira hacia un lado y el otro rotor, montado en el eje principal en forma coaxial con otras 3 hélices sobre el primer rotor, gira hacia el otro lado, de diseño coaxial contra-rotatorio, permitiendo tener el impulso de una hélice combinada de 6 aspas, para mantenerse en el aire detenido por más tiempo, sin necesidad de un rotor de cola que controle el normal giro del motor.
Las 2 turbinas montadas sobre la cabina de mando, mueven cada rotor en forma independiente y pueden variar su potencia, para lograr que el helicóptero pueda girar sobre su propio eje.
Fueron fabricadas alrededor de 140 unidades del Ka-25 de 1966 a 1973.

## Variantes
- Ka-25PL y Ka-25BSh (Hormone-A): eran empleados en tareas de guerra antisubmarina, equipados con radar, sonar y armado con torpedos y cargas de profundidad.
- Ka-25T (Hormone-B): eran empleados para la guía de misiles con su radar.
- Ka-25PS (Hormone-C): Versión para Búsqueda y Salvamento.
- Ka-25BShZ: Versión dragaminas
- Ka-25B (Hormone-A): Versión antisubmarina.
- Ka-25F: Propuesta de helicóptero de ataque.
- Ka-25V: Prototipo Civil.
- Ka-25TL: Versión para la guía de misiles. También conocidos como Ka-25TI y Ka-25IV.

## Operadores
Bulgaria

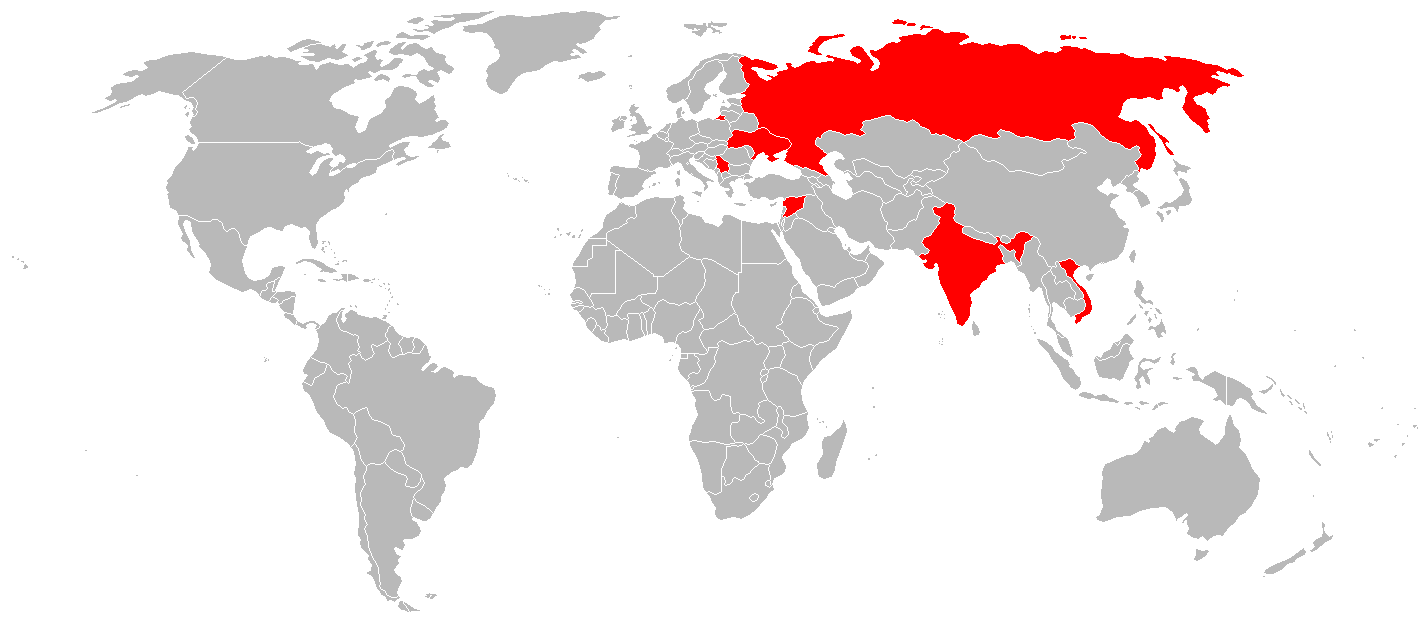
Países usuarios del Kamov Ka-25.

- Marina Búlgara (retirado de servicio)

 India
- Marina India

 Rusia
- Aviación Naval Rusa (reemplazado por el Kamov Ka-27)

 Unión Soviética
- Aviación Naval Soviética

 Siria
- Fuerza Aérea Siria

 Ucrania
- Aviación Naval Ucraniana

 Vietnam
- Fuerza Aérea Popular Vietnamita

 RFS de Yugoslavia
- Fuerza Aérea Yugoslava

## Especificaciones (Ka-25BSh)
Referencia datos: Gunston, Bill. “The Osprey Encyclopaedia of Russian Aircraft 1875 – 1995”. London, Osprey. 1995. ISBN 1 85532 405 9

### Características generales
- Tripulación: 4
- Longitud: 9,75 m
- Diámetro rotor principal: 15,74 m
- Altura: 5,37 m
- Peso vacío: 4.765 kg
- Peso cargado: 7.500 kg
- Planta motriz: 2× Turboeje Glushenkov GTD-3F.
  - Potencia: ? kW cada uno.

### Rendimiento
- Velocidad máxima operativa (Vno): 209 km/h
- Velocidad crucero (Vc): 193 km/h
- Alcance: 400 km
- Techo de vuelo: 3.350 m

### Desarrollos relacionados
- Kamov Ka-20
- Kamov Ka-27

### Aeronaves similares
- Kaman SH-2 Seasprite
- Westland Lynx